# Reagrupament
Reagrupament Independentista (RI.cat, Reagrupamiento Independentista) es un partido político español inscrito en el Registro del Ministerio del Interior el 28 de julio de 2010, cuyas finalidades son «la defensa, el fomento, la difusión y el estudio del independentismo y el republicanismo en el ámbito de Cataluña», «el fortalecimiento de la base social del independentismo en los Países Catalanes» y «el debate en torno a la regeneración de la vida política».
Concurrió a las elecciones al Parlamento de Cataluña del día 28 de noviembre de 2010, sin obtener representación parlamentaria. Posteriormente, no ha vuelto a concurrir a unos comicios en solitario.

## Historia
Reagrupament nace a partir de un sector dentro de Esquerra Republicana de Catalunya, liderado por Joan Carretero, quien, tras haber sido consejero de gobernación de la Generalidad de Cataluña, fue uno de los cuatro aspirantes a la presidencia de ese partido, para el que finalmente queda en segundo lugar. Así, el 18 de abril de 2009, propone en el diario Avui la creación de una candidatura política para las elecciones al Parlamento de Cataluña de 2010 que tenga como eje la independencia de esta comunidad autónoma. El 27 de abril, la dirección de ERC le abre expediente y le suspende de militancia, dándose además de baja en el partido. El 11 de mayo, la portavoz de Reagrupament, Rut Carandell, anuncia también su baja de ERC.
Entre las personalidades públicas que se han adherido a Reagrupament se encuentran: Emili Valdero, doctor en economía y profesor de la UB; Xavier Castells, exalcalde de Montmeló; Jordi Comas y Francesc Mortés, exconcejales de Matadepera; Àngel Molina, expresidente de ERPV; Santi Niell, exconcejal de Gerona; y diversos independentistas históricos. Heribert Barrera, expresidente del Parlamento de Cataluña; Jaume Renyer, profesor de derecho administrativo de la URV, así como una decena de entidades independentistas

## Relación con otras organizaciones independentistas

### Grupos adheridos o que lo han apoyado
Reagrupament ha reunido a algunos grupos políticos y asociaciones que tienen también la independencia de Cataluña como objetivo. Así, ha recibido el apoyo de una decena de entidades independentistas.
El 25 de septiembre de 2009, los miembros del comité ejecutivo de Catalunya Estat Lliure (CEL) anunciaron su adhesión y también la de la propia asociación a Reagrupament. El 27 de septiembre del 2009 Joan Fonollosa, presidente de la organización independentista Conferències Democràtiques de Catalunya, en origen en la órbita de Convergència Democràtica de Catalunya, también anunció su apoyo a Reagrupament.
El Partit Republicà Català (PRC) también se ha acercado a Reagrupament. En un principio, muchos de sus miembros entraron en bloque a Reagrupament, y esto se interpretó como casi una fusión. Pese a todo, en enero de 2010 la dirección del PRC recalcó que esta organización sigue existiendo y, por tanto, no se ha adherido formalmente a Reagrupament, sino que lo han hecho buena parte de sus miembros. El posicionamiento del PRC tiene razón de ser porque, en la candidatura independentista unitaria propuesta por Reagrupament y Suma Independència que se puede configurar de cara a las elecciones al Parlamento de Cataluña de 2010, el PRC debe poder participar como organización autónoma.
Finalmente, el Unitat Nacional Catalana (UNC) también ha manifestado su apoyo a Reagrupament en un términos parecidos a los del PRC.
El 31 de agosto de 2010 se anunció que Suma Independència se sumaba al proyecto de Reagrupament (no sin la oposición de algunos de sus miembros), y el 2 de septiembre de 2010 lo hacía el Bloc Sobiranista Català, mientras que el Partit Republicà Català se presentaría a las primarias de Solidaritat Catalana per la Independència. Todos estos grupos pertenecían en principio a la iniciativa Coalició per la Independència.
Sin embargo, finalmente se anunció que el Bloc Sobiranista Català se presentaría en solitario.

### Grupos no adheridos o que no lo han apoyado
Reagrupament no ha conseguido el apoyo de otras entidades independentistas con un marcado perfil político. Es el caso de la corriente crítica de Unió Democràtica de Catalunya El Matí. Sólo algún miembro de esta corriente se ha adherido a título personal a Reagrupament, como Quim Torra.
Uno de los primeros intentos de aglutinar organizaciones políticas independentistas se hizo con la CUP. A pesar de ser un partido independentista, su proyecto político incorpora el socialismo en el sentido histórico del término. Dado que Reagrupament no contempla el debate izquierda-derecha, el entendimiento entre ambas formaciones no ha llegado a materializarse.
Otro grupo que no ha sumado de momento al proyecto de Reagrupament es el formado por las asociaciones Catalunya Acció (liderada por Santiago Espot) y Suma Independència (liderada por Enric Canela, que había sido líder de la plataforma Deu Mil a Brussel·les y miembro de Convergència Democràtica de Catalunya), a pesar de la coincidencia ideológica y estratégica entre las tres organizaciones. La dirección de Reagrupament había contactado previamente con Enric Canela y Santiago Espot para que se sumaran al proyecto de Reagrupament, pero finalmente no adhirieron. Esta negativa se explica en parte por la voluntad de Catalunya Acció de tener un rol protagonista en este proceso político, mientras que la dirección de Reagrupament entendía que era preferible que los miembros de Catalunya Acció se adhiriesen a Reagrupament a título individual. Este distanciamiento hizo que Canela y Espot acabaran sumando esfuerzos junto con otros miembros de la CUP (Josep Maria Ximenis o Jordi Bilbeny, etc), al margen de Reagrupament.
Uno de los argumentos utilizados por los promotores de Suma Independència es que así se crea una herramienta para hacer más amplia la candidatura electoral independentista. A su juicio, Reagrupament no llega a algunos sectores políticos (básicamente determinadas ramas soberanistas de CDC y algunos grupos de la CUP), lo que rebajaría sus posibilidades de éxito electoral. Pero la creación de Suma Independència también ha sido interpretada como una voluntad de obtener una cierta posición de fuerza de cara a la creación de la candidatura independentista unitaria que propone Reagrupament (como había ocurrido previamente en las negociaciones entre Reagrupament y Catalunya Acció). En este sentido, el posicionamiento de Suma Independència y de Catalunya Acció sigue la línea seguida por el Partit Republicà Català que, tras acercarse a Reagrupament, ha querido recalcar su autonomía, con vistas a participar como actor de primer orden en la confección de la candidatura independentista transversal para las elecciones del 2010.
En todo caso, las sintonías ideológicas entre Regrupament y Suma Independencia son claras. Así, en Canela ha manifestado en público su posición favorable al acuerdo electoral. Además, los vínculos entre ambas organizaciones son notables, ya que algunas personas han mostrado su apoyo a las dos organizaciones, como el historiador Francesc Xavier Hernàndez o el filólogo Xavier Rull, y muchos colaboradores de la plataforma Deu Mil a Brussel·les, liderada por en Canela, eran miembros de Reagrupament, como es el caso de Manel Bargalló.
Finalmente, como corriente crítica interna de Esquerra Republicana de Catalunya, Reagrupament estableció alianzas con la otra corriente interno crítico, Esquerra Independentista (EI), liderada por Uriel Bertran y Hèctor López Bofill, con vistas al proceso congresual interno de ese partido de septiembre de 2008. Sin embargo, esta alianza no fue más allá (los militantes de ERC que formaban parte de Reagrupament acabaron marchándose del partido, mientras que los militantes que forman parte de EI permanecieron, a pesar de mantener la posición crítica). Asimismo, finalmente Uriel Bertran abandonó ERC para unirse a Solidaritat Catalana per la Independència, liderado por Joan Laporta.

### Relaciones con Joan Laporta
Joan Laporta había sonado como posible cabeza de lista de la candidatura de Reagrupament por Barcelona. Pese a todo, el acuerdo no fue posible, y finalmente, en verano de 2010, Laporta creó el movimiento Solidaritat Catalana per la Independència, con el objetivo de presentarse a las elecciones catalanas del otoño. En un principio, Joan Carretero, presidente de Reagrupament, se mostró predispuesto a unirse a Solidaritat Catalana. Aun así, las diferencias en la confección de las candidaturas ha dificultado el entendimiento entre ambas formaciones, pues Reagrupament ya confeccionó sus listas en Asamblea mientras que Solidaritat quiere que éstas se somentan a elecciones primarias entre los miembros de la candidatura. A principios de agosto de 2010, para desencallar las negociaciones, Joan Laporta, Alfons López Tena y Uriel Bertran hicieron una oferta de unidad a Reagrupament, invitando a los Joan Carretero y Jaume Fernández a presentarse a las primarias de Solidaritat en Gerona y Lérida respectivamente, mientras que Laporta, López Tena y Bertran se comprometían a pedir el voto de los adheridos a Solidaritat en estas circunscripciones para Carretero y Fernández.
Entre finales de julio y agosto de 2010 algunas agrupaciones comarcales de Reagrupament abandonaban el partido criticando la manera de hacer de su líder y se pasaban a Solidaritat Catalana.
El 31 de julio de 2010 el líder de Reagrupament Joan Carretero ofreció a Solidaritat Catalana per la Independència y a Esquerra Republicana de Catalunya la formación de una lista electoral independentista unitaria entre las tres formaciones, oferta rechazada por ERC.
Finalmente, el 31 de agosto de 2010 se anunció que ambas formaciones se presentarían a las elecciones por separado.

### Convergència Democràtica de Catalunya
En octubre de 2013 se anunció que Reagrupament se integraría en Convergència Democràtica de Catalunya(CDC).
En marzo de 2014 los líderes de ambas formaciones Joan Carretero y Artur Mas firmaron un acuerdo por el cual Reagrupament pasaba a ser una entidad asociada a CDC de cara a todas las elecciones exceptuando las municipales. Este acuerdo comenzará a entrar en vigor con la inclusión de miembros de Reagrupament en la candidatura de CDC en las elecciones al Parlamento Europeo de 2014.
En las elecciones generales de España de 2015 se presentó junto a Convergència Democràtica de Catalunya i Demòcrates de Catalunya en la candidatura Democràcia i Llibertat

## Elecciones
En las elecciones al Parlamento de Cataluña de 2010 finalmente obtuvo 39 834 votos (1,27 %), sin obtener representación.
De cara a las elecciones municipales de 2011 presentará listas conjuntas con otras formaciones independentistas como Solidaritat Catalana per la Independència en Tárrega, ERC en Barcelona, Puigcerdá, San Cugat del Vallés, Granollers, Sabadell o Sitges y CUP en Gerona.
De cara a las elecciones al Parlamento de Cataluña de 2012 decidió no presentarse y pedir el voto para CiU.
En las elecciones generales de España de 2015 concurrió bajo el paraguas de la coalición Democràcia i Llibertat, liderada por CDC.